# Brieux
Brieux – miejscowość i gmina we Francji, w regionie Normandia, w departamencie Orne.
Według danych na rok 1990 gminę zamieszkiwały 74 osoby, a gęstość zaludnienia wynosiła 14 osób/km² (wśród 1815 gmin Dolnej Normandii Brieux plasuje się na 812. miejscu pod względem liczby ludności, natomiast pod względem powierzchni na miejscu 860.).